# Juan Zoilo Acuña
Juan Zoilo Acuña fue un médico, funcionario y legislador argentino del siglo XIX.

## Biografía
Juan Luis Zoilo Acuña Bosch nació en la ciudad de Buenos Aires el 27 de junio de 1852, hijo de Juan Acuña Reinoso (1818-1877) y Ana Cecilia Bosch Cascallares (1833,1897).
Obtuvo el título de médico en la Facultad de Medicina de la Universidad de Buenos Aires en 1876 con una tesis titulada La versión en dos casos de presentación de tronco observados en la clínica de partos.
Tras recibirse prestó servicios en el Hospital de Niños. Durante la última rebelión jordanista sirvió en el cuerpo médico del ejército nacional en operaciones en la provincia de Entre Ríos.
Al estalla la revolución de 1880 sirvió en el ejército nacional contra las tropas rebeldes de Buenos Aires.
El 17 de mayo de 1881 casó con Salomé Cordero Villegas, hija de Fernando Cruz Cordero y de Petrona Villegas, convirtiéndose así en cuñado de Fernando Cordero (1858-1922), notable guitarrista alumno de Juan Alais, caudillo político de San Fernando, intendente de ese partido, comisionado y senador, y concuñado de Hugo Stunz Arrién (1861-1935), director del Diario El País (órgano de prensa de Carlos Pellegrini), adquirió el diario El Día de la ciudad de La Plata y en 1911 fue director de Rentas de la Provincia de Buenos Aires.
Fue elegido senador provincial en 1889, cargo que dejó para convertirse en ministro de Gobierno de la provincia en la administración de Julio Costa.
Fue ministro interino de Hacienda, diputado nacional (1894), médico del Departamento nacional del trabajo y de los tribunales, director general de Escuelas y Vocal del Consejo General de Educación.
Falleció el 5 de noviembre de 1918.